# The Record (journal)
Pour les articles homonymes, voir The Record.
The Record est un journal quotidien publié toute la semaine et les samedis à Woodland Park au New Jersey. Desservant les comtés de Bergen, Essex, Hudson et de Passaic, il est le deuxième plus grand tirage quotidien de l’État, derrière The Star-Ledger.